# La leyenda del tiempo
La leyenda del tiempo (en français « La Légende du temps ») est un album de flamenco du chanteur Camarón de la Isla sorti en 1979. Il s'agit de son dixième album.

## Présentation
Cet album marque l'histoire du flamenco de par l'introduction d'instruments inédits dans le flamenco (guitare et basse électriques) afin de fusionner cette musique avec le rock. Le disque est produit par Ricardo Pachón et compte avec des musiciens de renom tels que Tomatito, Raimundo Amador ou Kiko Veneno. Les paroles de plusieurs chansons sont des poèmes de Federico García Lorca, provenant de son œuvre Lorsque cinq ans seront passés (1931) .
Rejeté dans un premier temps par les puristes, il est ensuite considéré comme un classique du genre. Les plus jeunes artistes de Flamenco ont dit oui au moderne. Mais, les puristes comme Tia Anica La Pirinaca ont dit non. Certains fans, déconcertés par la musique, demandaient à être remboursés. Plus tard, Camarón déclara : « Lorsque je fais un disque, je ne réfléchis pas à ce que les gens vont en penser, car je sais qu'ils ne vont pas comprendre immédiatement. Il faut un certain temps pour qu'ils comprennent. »
Lors du 30e anniversaire du disque, TVE produit un documentaire titré Tiempo de leyenda sur le processus d'enregistrement de l'album.
L'album est dans la liste de Tom Moon, 1000 Recordings to Hear Before You Die.

## Chansons
1. La leyenda del tiempo (Federico García Lorca/Ricardo Pachón) – (Bambera) 3:41
2. Romance del Amargo (García Lorca/Pachón) – (Bulerías por soleá) 3:47
3. Homenaje a Federico (García Lorca/Pachón/Kiko Veneno) – (Bulerías) 4:10
4. Mi niña se fue a la mar (García Lorca/Pachón/Veneno) – (Cantiñas de Pinini) 3:05
5. La Tarara (Trad. Arr. Ricardo Pachón) – (Canción) 3:46
6. Volando voy (Veneno) – (Rumba) 3:25
7. Bahía de Cádiz (Pachón/Fernando Villalón) – (Alegrías de baile) 2:56
8. Viejo mundo (Omar Khayyám/Veneno) – (Bulerías) 2:45
9. Tangos de la Sultana (Antonio Casas/Pachón/Francisco Velázquez) – (Tangos) 4:29
10. Nana del caballo grande (García Lorca/Pachón) – (Nana) 4:58

## Crédits
- Camarón de la Isla : chant
- Tomatito : guitare flamenca
- Raimundo Amador : guitare flamenca
- Jorge Pardo : flûte
- Manolo Marinelli, du groupe Alameda : claviers
- Rafael Marinelli, du groupe Alameda : piano
- Pepe Roca, du groupe Alameda : guitare électrique
- Manolo Rosa, du groupe Alameda : basse
- Gualberto García : sitar
- Rubem Dantas : percussions
- Tito Duarte : percussions
- José Antonio Galicia : percussions
- Antonio Moreno "Tacita" : percussions
- Pepe Ébano : bongo
- Mario Pacheco : photo de la pochette